# Tennis de table aux Jeux olympiques d'été de 2016
Pour un article plus général, voir Tennis de table aux Jeux olympiques.
Navigation
Londres 2012 Tokyo 2020
Les épreuves de tennis de table des Jeux olympiques d'été de 2016 ont lieu du samedi 6 août au mercredi 17 août 2016 à Rio de Janeiro. 172 athlètes, 86 hommes et 86 femmes, participeront à quatre épreuves. Le tennis de table est apparu aux Jeux olympiques d'été à sept précédentes reprises depuis ses débuts aux Jeux de 1988 à Séoul. En plus des simples hommes et femmes, les épreuves par équipe ont lieu pour la troisième fois depuis le remplacement des épreuves en double lors des Jeux de Pékin de 2008. La Chine est le champion en titre dans chacune des épreuves olympiques puisqu'elle a remporté les quatre médailles d'or en jeu en 2012.

## Calendrier
| Épreuve               | Sam 6               | Dim 7               | Lun 8               | Mar 9 | Mer 10     | Jeu 11     | Ven 12              | Sam 13              | Dim 14 | Lun 15 | Mar 16 | Mer 17 |
| --------------------- | ------------------- | ------------------- | ------------------- | ----- | ---------- | ---------- | ------------------- | ------------------- | ------ | ------ | ------ | ------ |
| Simple messieurs      | Tours préliminaires | Tours préliminaires | Tours préliminaires | ¼     |            | ½ / Finale |                     |                     |        |        |        |        |
| Par équipes messieurs |                     |                     |                     |       |            |            | Tours préliminaires | Tours préliminaires | ¼      | ½      |        | Finale |
| Simple dames          | Tours préliminaires | Tours préliminaires | Tours préliminaires | ¼     | ½ / Finale |            |                     |                     |        |        |        |        |
| Par équipes dames     |                     |                     |                     |       |            |            | Tours prél.         | ¼                   | ½      |        | Finale |        |

## Résultats
Toutes les épreuves prennent la forme d'une compétition à élimination directe.

### Podiums
| Épreuve                                | Or                                    | Argent                                        | Bronze                                                |
| -------------------------------------- | ------------------------------------- | --------------------------------------------- | ----------------------------------------------------- |
| Simple hommes résultats détaillés      | Ma Long                               | Zhang Jike                                    | Jun Mizutani                                          |
| Simple femmes résultats détaillés      | Ding Ning                             | Li Xiaoxia                                    | Kim Song-i                                            |
| Par équipes hommes résultats détaillés | Chine Ma Long Xu Xin Zhang Jike       | Japon Jun Mizutani Maharu Yoshimura Koki Niwa | Allemagne Timo Boll Dimitrij Ovtcharov Bastian Steger |
| Par équipes femmes résultats détaillés | Chine Liu Shiwen Ding Ning Li Xiaoxia | Allemagne Han Ying Petrissa Solja Shan Xiaona | Japon Ai Fukuhara Kasumi Ishikawa Mima Ito            |

### Tableau des médailles
Note : Ce tableau reflète le classement au 12 août 2016.
- Pays organisateur (Brésil)

| Rang  | Nation        | Or | Argent | Bronze | Total |
| ----- | ------------- | -- | ------ | ------ | ----- |
| 1     | Chine         | 4  | 2      | 0      | 6     |
| 2     | Japon         | 0  | 1      | 2      | 3     |
| 3     | Allemagne     | 0  | 1      | 1      | 2     |
| 4     | Corée du Nord | 0  | 0      | 1      | 1     |
| Total | Total         | 4  | 4      | 4      | 12    |

## Record
À l'occasion de leur rencontre au 4e tour du tournoi de simple messieurs, Dimitrij Ovtcharov et Bojan Tokič battent le record du plus grand nombre de points inscrits lors d'un même set, remporté sur le score de 33 à 31 par le Slovaque, en 26 minutes.